# Synsicyonis
Synsicyonis is een geslacht van zeeanemonen uit de klasse van de Anthozoa (bloemdieren).

## Soort
- Synsicyonis elongata (Hertwig, 1888)